# SN 1926A
SN 1926A – supernowa typu II-L odkryta 9 maja 1926 roku w galaktyce NGC 4303. W momencie odkrycia miała maksymalną jasność 14,30m.